# McLaren MP4-26
De McLaren MP4-26 is een Formule 1-auto, die in 2011 wordt gebruikt door het Formule 1-team van McLaren. De wagen kenmerkt zich vooral door zijn opvallende sidepods. Deze zijn in L-vorm in plaats van rond of rechthoekig. Daarnaast zijn naast de luchthapper nog twee extra luchtinlaten gemonteerd en is het uitlaatsysteem van Renault gekopieerd. Deze zit namelijk onder de sidepod, waardoor het verbod op de geblazen diffuser wordt ontweken.

## Onthulling
De auto is onthuld op de Potsdamer Platz in Berlijn op 4 februari 2011. Dit werd gedaan door de auto ter plekke te monteren, in plaats van een doek van de bolide af te trekken.

## Resultaten
| Jaar | Chassis | Motor                        | Banden | Coureurs       | 1   | 2   | 3   | 4   | 5   | 6   | 7   | 8   | 9   | 10  | 11  | 12  | 13  | 14  | 15  | 16  | 17  | 18  | 19  | Punten | WK-plaats |
| ---- | ------- | ---------------------------- | ------ | -------------- | --- | --- | --- | --- | --- | --- | --- | --- | --- | --- | --- | --- | --- | --- | --- | --- | --- | --- | --- | ------ | --------- |
| 2011 | MP4-26  | Mercedes-Benz FO 108Y 2.4 V8 | P      |                | AUS | MAL | CHN | TUR | ESP | MON | CAN | EUR | GBR | GER | HUN | BEL | ITA | SIN | JPN | KOR | IND | ABU | BRA | 497    | Zilver    |
| 2011 | MP4-26  | Mercedes-Benz FO 108Y 2.4 V8 | P      | Lewis Hamilton | 2   | 8   | 1   | 4   | 2   | 6   | DNF | 4   | 4   | 1   | 4   | DNF | 4   | 5   | 5   | 2   | 5   | 1   | DNF | 497    | Zilver    |
| 2011 | MP4-26  | Mercedes-Benz FO 108Y 2.4 V8 | P      | Jenson Button  | 6   | 2   | 4   | 6   | 3   | 3   | 1   | 6   | DNF | DNF | 1   | 3   | 2   | 2   | 1   | 4   | 2   | 3   | 3   | 497    | Zilver    |
| Jaar | Chassis | Motor                        | Banden | Coureurs       | 1   | 2   | 3   | 4   | 5   | 6   | 7   | 8   | 9   | 10  | 11  | 12  | 13  | 14  | 15  | 16  | 17  | 18  | 19  | Punten | WK-plaats |

† Coureur is niet gefinisht in de GP, maar heeft wel 90% van de race-afstand afgelegd, waardoor hij als geclassificeerd genoteerd staat.